# Estrató (escultor)
Estrató (Straton, Στράτων) fou un escultor grec. Esculpí conjuntament amb Xenòfil les estàtues de marbre blanc d'Asclepi al temple d'aquesta deïtat a Argos, i també l'estàtua d'Higia; properes a aquestes hi havia les estàtues dels mateixos dos artistes, potser obra pròpia.